# Mramor (Kakanj, BiH)
Mramor je naseljeno mjesto u općini Kakanj, Federacija Bosne i Hercegovine, BiH.

## Stanovništvo

### 1991.
Nacionalni sastav stanovništva 1991. godine, bio je sljedeći:
ukupno: 232
- Muslimani - 231
- ostali, neopredijeljeni i nepoznato - 1

### 2013.
Nacionalni sastav stanovništva 2013. godine, bio je sljedeći:
ukupno: 163
- Bošnjaci - 160
- ostali, neopredijeljeni i nepoznato - 3